# Розовая петроика
Розовая петроика (лат. Petroica rosea) — вид воробьинообразных птиц семейства австралийских зарянок (Petroicidae). Эндемик Австралии.

## Описание
Розовая петроика достигает длины 11–12 см и массы от 7 до 10 г. У взрослых самцов голова и верхние части тела тёмно-серые, полукруглое белое пятно на лбу; верх крыльев тёмно-серо-коричневый; хвост черноватый, рулевые перья с белыми кончиками, внешние рулевые перья белые. Подбородок и горло тёмно-серые, грудь и верхняя часть брюха розово-красные, от середины брюха до нижних кроющих перьев хвоста белые. Радужная оболочка тёмно-коричневая; клюв черный; ноги тёмно-коричневые. Верхняя часть тела самок бледно-серо-коричневая, нижняя часть тела светло-серая, на крыльях белые пятна.

## Таксономия
Розовая петроика была описана орнитологом Джоном Гульдом в 1840 году. Генетическое исследование показало, что её ближайшим родственником внутри рода является малиновогрудая петроика .

## Распространение и экология
Розовая петроика является эндемиком восточной и юго-восточной Австралии . Обитает во влажных склерофитных и тропических лесах. Живёт парами или в одиночку.

## Рацион
Розовая петроика питается насекомыми и пауками.

## Размножение
Сезон размножения длится с октября по январь. За сезон может быть два выводка. Гнездо по форме напоминает глубокую чашу и располагается на дереве на высоте 10-20 м. В кладке 2-3 яйца тускло-белого цвета с голубым, сероватым или коричневым оттенком и темными серо-коричневыми пятнышками, размером 17×13 мм.